# COMAC C929
COMAC C929
C929の模型
- 用途：旅客機
- 分類：旅客機
- 製造者：

  - 中国商用飛機
  - 統一航空機製造会社(予定)
- 初飛行：2021年を予定[1]
- 運用開始：2025年 - 2027年を予定[1]
- 運用状況：開発中

COMAC C929とは、中華人民共和国の中国商用飛機(COMAC)とロシアの統一航空機製造会社(UAC)が共同で開発予定の290席のワイドボディ機である。中国はC929を長期的にエアバスとボーイングによる複占を崩し、エアバスA350 XWBシリーズとボーイング787と競う位置づけである。開発費は13億ドル掛かると想定され50:50の割合で分担される。ロシア語に基づいてShFDMS(ロシア語: ШФДМС)とも呼称される。これはShirokofyuzelyazhny Dalnemagistralnyj Samolet(ロシア語: :широкофюзеляжный дальнемагистральный самолет)の略称で、日本語に訳すとワイドボディ長距離航空機という意味になる。

## 概要
製造は中国商用飛機と統一航空機製造会社が担当する予定。2016年にはアヴィアスタル-SPが参加した。
ボーイング社は2013年9月に、中国の民間航空は今後20年間で6,450機を越える見込みで中国の国内線よりも国際線の方が成長が早いと述べた。中国では5,580機の新しい航空機を総額7,800億ドルで購入することが見込まれる。2013年以降中国では1,440機のワイドボディ機の需要ができる見込み。ロシアのUACによればワイドボディ機の需要は2033年以降、およそ7,000機の旅客機を含む8,000機に達する見込みとされる。アジア太平洋市場での長期的な需要の半分以上はワイドボディ機でおよそ4,000機が見込まれる。最も成長の著しい北京、上海等の主要都市間の路線では空港の発着容量が限界に近づきつつあり、ワイドボディ機の使用が必須になりつつあり、こうした状況を背景に開発が進められる。UACのミハイル・ポゴシャンは、ロシア、中国によるワイドボディ長距離旅客機が目指す市場はロシア、CIS諸国、東南アジアであろうと述べ、この機体は以前の製品のコピーではないこと、そしてそれは2032年までに世界市場の10%を得ることができると発言している。

## 開発
2007年5月にイリューシンのヴィクトル・リバノフは新しい中国のワイドボディ旅客機局長の開発に参加することが出来ると述べた。2011年10月にはロシアと中国は長距離航空機の作成に関する交渉で最終段階に入った。2012年4月には航空機メーカー間の覚書の調印によって計画が開始された。
2014年5月19日にはワイドボディ長距離旅客機の共同設計に協力することにより技術連携を高めることができることが報告された。
2015年2月11日にはコンセプトデザインの設計が進行中であることが報じられた。
2016年6月20日、ドミトリー・ロゴージン副首相はC929のための新しい35トン級エンジンの開発を始めていることを明らかとした。
2016年6月25日、UACとCOMACはC929の共同設計に関する合意に署名し、開発のための合弁会社を設立することで合意した。
2016年7月12日、ファーンボロー国際航空ショーにおいて、C929が上海で組み立てられることを明らかにした。
2017年5月、UACとCOMACの合弁会社「中露国際商用飛機有限責任公司」（CRAIC）が上海で設立され、9月29日にCOMAC C929は「CR929」と命名された。
2021年11月、製造を開始。初号機の納入は2028年～2029年を予定。
しかし2022年ロシアのウクライナ侵攻と、それに伴う西側諸国からの経済制裁の影響等から、開発体制に変化が生じている。2023年11月にCOMACが明らかにしたところによれば、C929は事実上中国の独自開発となっており、ロシア（UAC）は「システムと技術の提供者」の立場にとどまるという。
2024年11月、中国国際航空との契約を発表し、同社が本機のローンチカスタマーとなることを明らかにした。

## 設計

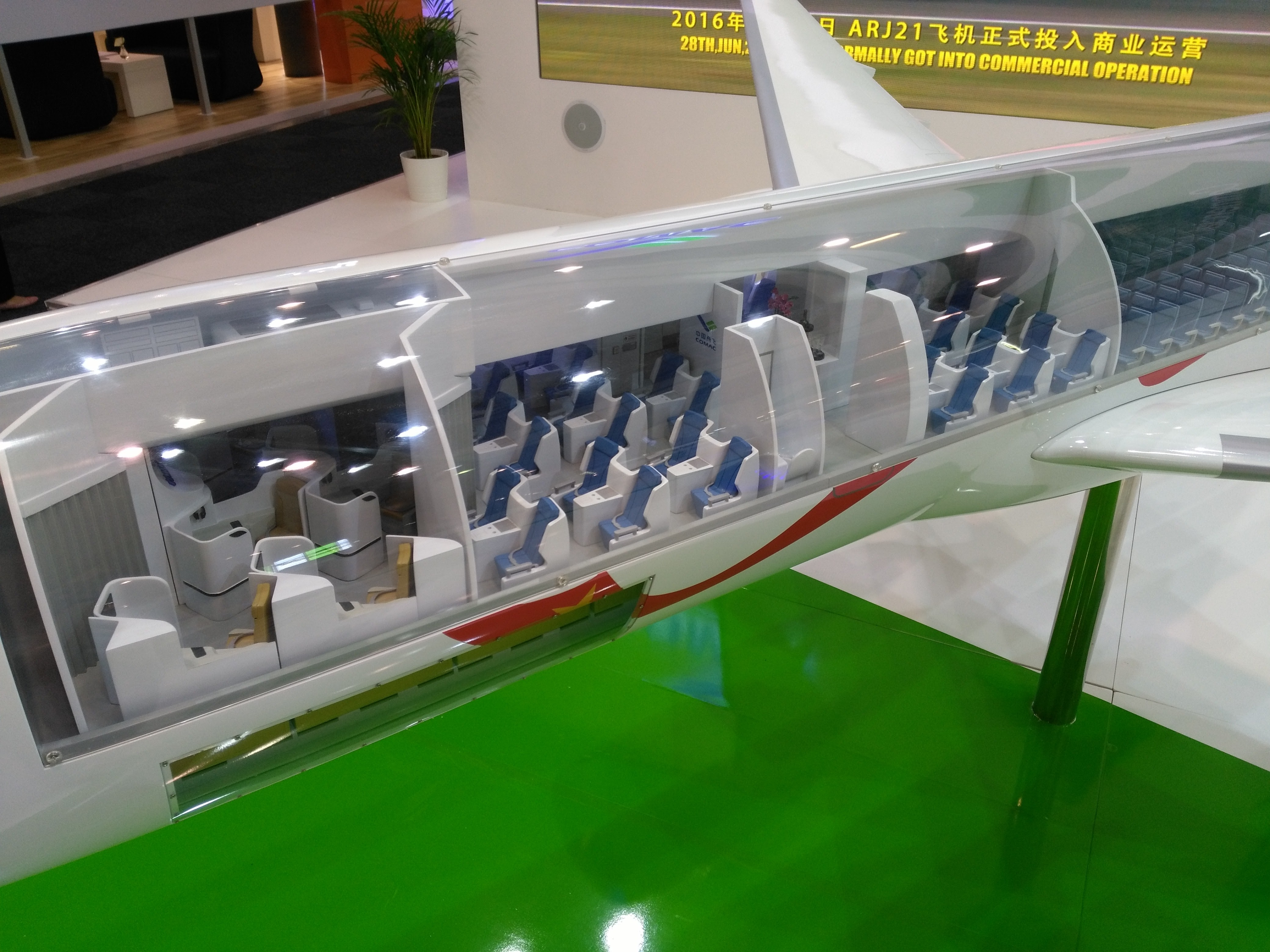
C929の客室（模型）

初期の設計では4発エンジンのIl-96をベースにするとされていたが、2015年に公開された画像では双発機となり、ボーイング787に似たものとなっていた。この設計は、ツポレフの子会社が研究していたShFS（ロシア語でワイドボディ機を表すアクロニム）がベースとなっている。ShFSはエアバスA300のような胴体にTu-214の主翼を乗せたようなものであった。これは300名の乗客を乗せ、2,700海里（約5,000km）を飛行できるとされた。
機体を構成する材料には50%の複合材料と15%のチタンの使用が期待されており、中国が製造した胴体にロシアが製造した主翼と尾翼、フィンが乗せられるとされている。翼幅は360フィートが想定される。
エンジンには77,000から88,000ポンドクラスのものが検討されており、ロールスロイスやゼネラル・エレクトリックにエンジンの要求書を送ったほか、ロシア国内においてPD-30（NK-32のコアをベースに高バイパス化した型）やPD-35（PD-14をベースに推力向上、スケールアップ等を図った発展型）といったギヤードターボファンエンジンが候補として挙がっているとされている。
派生型は3種類作られる予定であり、ベースとなる型式は250-280人の乗客を乗せて6,476海里（約12,000km）を飛行する能力を持つことになる。

## 代替案
ロシアでは手頃な代替案としてIl-96のエンジンをPD-14に換装したIl-96-400Mを検討している。

## 競合機種
- エアバス A330・A350 XWB
- ボーイング787